# The Black Butterfly
The Black Butterfly er en amerikansk stumfilm fra 1916 af Burton L. King.

## Medvirkende
- Olga Petrova som Sonia Smirnov / Marie.
- Mahlon Hamilton som Alan Hall.
- Tony Merlo som Girard.
- Lewenhaupt som Lahcaise.
- Edward Brennan som Lord Braislin.